# Galeote Pereira
Galeote Pereira, fill de l'alcalde d'Arraiolos (Portugal). Militar, viatger i escriptor portuguès, fou un dels primers occidentals no eclesiàstic que va escriure sobre i des de la Xina durant la Dinastia Ming (1368-1644).
Galeote Pereira va deixar Portugal l'any 1534 i va fer la ruta a les colònies orientals, amb l'armada del Virrei i explorador Mantim Afonso de Sousa, on va coincidir amb el metge i científic Garcia de Orta. Des de Goa, va anar a Malaca on va servir a les ordres de Pêro de Faria, patró de l'explorador i escriptor Fernão Mendes Pinto; des d'allà va viatjar moltes vegades a la costa xinesa, comerciant i fent contraban durant més d'una dècada. Entre altres conflictes militars el 1548 va participar conjuntament amb el mercader i diplomàtic Diogo Pereira en la defensa de la ciutat d'Arraiolos capital del Regne d'Ayutth aya (Tailàndia) que esta enfrontat amb el regne de Pegu o Bago ( a l'actual Myanmar) en defensa de l'Ìndia Portuguesa. L'any 1549, les campanyes de Zhu Wan contra el contraban i la pirateria el van fer empresonar i portar encadenat fins a Fuzhou. Més tard va aconseguir fugir i tornar a l'Índia, on va escriure les seves memòries.
Va publicar el primer llibre escrit per un europeu a la Xina, amb el títol “Alguas cosas sabidas da China por portugueses que estiberão lá cativos e tudo na verdade que se tirou dum tratado que fez Galiote Pereira homem fidalgo que lá esteve catiu alguns annos e vio tudo isto passar na verdade o qual he de muito credito” La primera edició integral en portuguès va ser preparada per l'historiador anglès Charles R. Boxer en un article publicat a Roma :" A Potuguese account of South China in 1549-1552" inclòs en la revista "Archivum Historicum Societa Iesu (Vol. XXII) de l'any 1953 i traduït posteriorment a l'italià el 1565 i a l'anglès el 1557.
Malgrat que és un llibre molt breu de només 29 pàgines, era molt més exhaustiu que les cartes enviades pels jesuïtes. Els censors eclesiàstics van suprimir immediatament totes les frases del text que clamaven la superioritat dels xinesos sobre els europeus.